# Марк Перперна (консул 92 года до н. э.)
Марк Перперна (лат. Marcus Perperna; 147—49 гг. до н. э.) — древнеримский политический деятель, консул 92 года до н. э., цензор 86 года до н. э. Вместе с коллегой по цензуре впервые включил в списки римских граждан италиков. Стал для древних римлян примером выдающегося долголетия.

## Происхождение
Номен Перперна (Perperna) имеет этрусское происхождение. Некоторые источники (главным образом греческие) употребляют вариант Перпенна (Perpenna), но в историографии принято отдавать предпочтение написанию Перперна, встречающемуся в ряде латинских надписей и в самом раннем из сохранившихся литературных источников — речах Марка Туллия Цицерона.
Род Перперн вошёл в состав римского нобилитета во второй половине II века до н. э. Предполагаемый отец Марка, носивший то же имя, стал в 130 году до н. э. первым консулом в своей семье и первым обладателем неримского имени в Капитолийских фастах (единственным до Союзнической войны). Позже выяснилось, что его отец в своё время незаконно присвоил римское гражданство.
Младшим братом Марка, возможно, был Гай Перперна — легат во время Союзнической войны.

## Биография
Марк Перперна родился в 147 году до н. э. О ранних этапах его биографии ничего не известно. Учитывая дату его консулата и требования закона Виллия, установившего определённые временные промежутки между высшими магистратурами, британский исследователь Роберт Броутон предположил, что не позже 95 года до н. э. Перперна должен был занимать должность претора. Примерно тогда же он был судьёй в деле Марка Мария Гратидиана против Гая Визеллия Акулеона (защитниками были Луций Элий Ламия и лучший оратор эпохи Луций Лициний Красс соответственно).
Консулом Перперна стал в 92 году до н. э. вместе с патрицием Гаем Клавдием Пульхром. Он был достаточно стар для этой должности (55 лет при минимальных 43-х, согласно закону Виллия), и поэтому антиковеды предполагают, что его избрание стало возможным только благодаря поддержке Пульхра. Известно, что на очередных консульских выборах коллеги поддержали кандидатуру Луция Марция Филиппа (кому-то из них он приходился родным племянником по матери), который благодаря этому был избран.
Уже в следующем году Италию охватила Союзническая война, перешедшая в гражданскую войну между сулланской и марианской «партиями»; об участии в этих бурных событиях Марка Перперны ничего не известно. Во всяком случае, он остался в Риме после его взятия войсками марианцев. В 86 году до н. э. Перперна занял должность цензора вместе со своим возможным племянником Луцием Марцием Филиппом. В ходе проведённой этими магистратами переписи в списки римских граждан впервые включались италики, получившие гражданство в ходе Союзнической войны. Исследователи отмечают, что прирост по сравнению с предыдущей переписью получился небольшим, и дело здесь не только в огромных военных потерях: новых квиритов включали в списки явно выборочно. Это подтверждает и тот факт, что по данным следующей переписи, 70 года до н. э., граждан стало почти вдвое больше — 910 тысяч против 463 тысяч. Известно, что во время этой цензуры из сената был исключён патриций Аппий Клавдий Пульхр; причиной тому стала его приверженность сулланской «партии».
В 83 году до н. э., когда Луций Корнелий Сулла высадился в Италии и начал новую гражданскую войну, Перперна, по-видимому, перешёл на его сторону. О тридцати с лишним годах последующей жизни Марка точно известно только одно: он участвовал (предположительно, около 76 года до н. э.) в судебном процессе по иску Гая Фанния Хереи против актёра Квинта Росция Галла. Возможно, Перперна был в числе тех девяти консуляров, которые в 54 году до н. э. просили суд о снисхождении к Марку Эмилию Скавру, обвинённому в нарушениях выборного законодательства.
Умер Марк Перперна вскоре после начала гражданской войны между Гнеем Помпеем «Великим» и Гаем Юлием Цезарем, то есть в 49 году до н. э. Он прожил 98 лет, став для последующих поколений римлян примером выдающегося долголетия. Плиний Старший пишет об этом: «М. Перперна, как недавно и Л. Волузий Сатурнин, пережил всех, чьё мнение спрашивал, будучи консулом. Когда Перперна скончался, в живых оставалось лишь семь человек из числа тех, кого он как цензор внёс в списки».

## Потомки
Предположительно, сыном Марка был Марк Перперна Вейентон, соратник и убийца Квинта Сертория. В этом случае у Марка-старшего было ещё, как минимум, две дочери, одна из которых стала весталкой.